# Gudrun Zethelius
Gudrun Zethelius, född 14 april 1918 i Sankt Matteus församling, Stockholms stad, död 4 juli 2015 i Fuxerna-Åsbräcka församling, Västra Götalands län, var en svensk organist och musikdirektör.

## Biografi
Gudrun Zethelius föddes 1918 i Stockholms stad. Hon var dotter till marindirektören G. A. Zethelius och Karin Bergström. Zethelius avlade 1948 teologie kandidatexamen vid Uppsala universitet, 1950 högre organistexamen vid Kungl. Musikhögskolan, 1950 högre kantorsexamen och 1952 musiklärarexamen. År 1953 blev hon organist i Burträsks församling. Hon blev 1953 sekreterare i Laurentius Petri sällskapet och sekreterare i Luleå stifts kyrkosångsförbund. Zethelius blev 1964 förste förbundsdirigent i Luleå stifts kyrkosångsförbund och avlade 1967 filosofie kandidatexamen vid Uppsala universitet.